# Política de Timor-Leste

## Estrutura política e administrativa

### Tradicional
A estrutura política e administrativa tradicional de Timor-Leste baseia-se num conjunto hierarquizado de reinos que têm por base a família. Um pequeno grupo de famílias compõe uma povoação, na sua maioria dispersas pelo território, vulgarmente conhecidas por cnuas. O chefe de povoação constitui a escala mais baixa da nobreza timorense.
Ao conjunto de várias cnuas chama-se suco, administrado pelo chefe de suco, e, ainda que alguns possam ser independentes, a sua maioria agrupa-se em reinos ou regulados, regidos por liurais, os reis ou régulos.
Antigamente, os reinos pertenciam a dois impérios, o dos Belos, que dominavam a metade oriental da ilha, e o dos Baiquenos, império da metade ocidental de Timor. Os recentes conflitos sobre a soberania da ilha de Timor têm raízes ancestrais . A sucessão do poder administrativo e político timorense possui um carácter hereditário, no entanto, não obrigatoriamente directo, pois a sucessão pode recair sobre um segundo filho ou mesmo sobrinho. O conceito de sucessão e de vassalagem é, assim, semelhante ao da estrutura europeia ocidental feudal, compreendendo-se, desta forma, a fácil assimilação da organização administrativa e social portuguesa depois do século XVI.

### Administração colonial portuguesa (do séc. XVI a 1975)
Muito embora a presença portuguesa no território de remonte ao início do século XVI, só nos princípios do século XVIII, com a nomeação do primeiro governador (1702), se processa uma integração de Timor na administração portuguesa, obtida sobretudo mediante a militarização das estruturas tradicionais. Até esta data, Timor mantinha uma organização segundo a tradição local.
No século XVIII, grande parte dos reinos existentes em Timor aceitaram o domínio português, e iniciou-se uma administração indirecta até aos finais do século XIX. Os quadros jurídico-políticos autóctones foram mantidos, muito provavelmente devido à impotência da metrópole distante em manter a ordem pública sem a cooperação da população local.
Só no século XX, a ocupação portuguesa da ilha passa a manifestar-se por uma estrutura administrativa e política, ainda que se mantenha sob ela a tradicional divisão em reinos, sucos e povoações. Apenas na segunda metade do século se estabelecem as divisões administrativas definitivas da província ultramarina de Timor. De acordo com a política praticada na altura, Portugal manifestou uma tendência centralizadora na administração do território, sem contudo destruir os patamares político-administrativos tradicionais.
O governador é o representante máximo da metrópole, com poderes quase absolutos, detendo funções tanto executivas como legislativas. A sua administração é assistida por um Conselho de Governo e por um Conselho Legislativo. A província é dotada de um regime financeiro próprio, que lhe cabe gerir e proteger. A administração central governa todos os concelhos e circunscrições civis que, por sua vez, se subdividem em freguesias e/ou postos administrativos que incluem os tradicionais reinos e sucos.

### Administração indonésia (de 1976 a 1999)
Em 1976 a Indonésia integra o território de Timor-Leste como a sua 27.ª província, mas a estrutura global administrativa não se altera substancialmente, manifestando-se apenas três principais diferenças. Os 12 concelhos portugueses são transformados em 13 distritos indonésios e novas divisões administrativas inferiores ao suco são criadas, a unidade de população e a unidade de vizinhos, possibilitando um maior controlo das populações nativas. Fundamentalmente, ocorre uma sobreposição da administração civil e da administração militar, facto revelador do clima de insegurança e instabilidade nacional.

### Estrutura administrativa transitória (de 2000 a 2002)
Em Outubro de 1999, após os conflitos, as Nações Unidas decidem supervisionar o território de Timor-Leste com o fim de propiciar segurança, gestão e assistência ao desenvolvimento do país. A necessidade de criar um governo de transição, atribuindo gradualmente as competências políticas, administrativas e económicas aos timorenses, levou a que, em Junho de 2000, fosse instaurada a Administração Transitória de Timor-Leste (ETTA - East Timor Transitional Administration), cuja estrutura já integra quadros timorenses. Um administrador transitório é apoiado por um departamento financeiro e outro de planeamento, gerindo, através destes ou directamente, 14 pastas distintas. Em paralelo com o administrador, mas ainda sem totais poderes, um Conselho Nacional formado por timorenses vai sendo integrado na estrutura político-administrativa de Timor-Leste.
Em Agosto de 2001, com as primeiras eleições livres do país foi eleita a Assembleia Constituinte responsável pela realização da Constituição do país e, em Abril de 2002, foi eleito o presidente de Timor-Leste, Xanana Gusmão, com 82 % dos votos.

## Estrutura administrativa da República Democrática de Timor-Leste

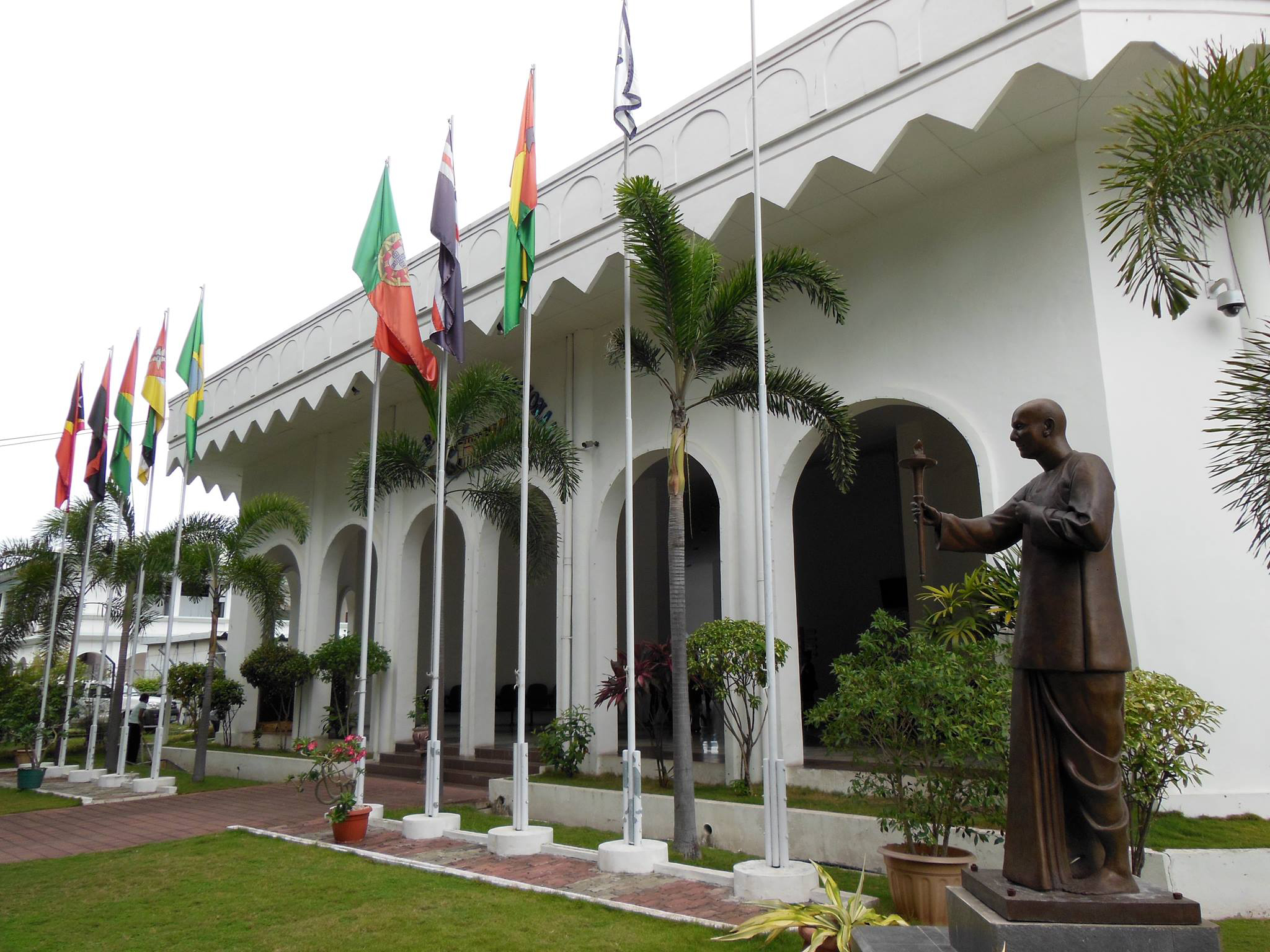
Parlamento Nacional de Timor-Leste.

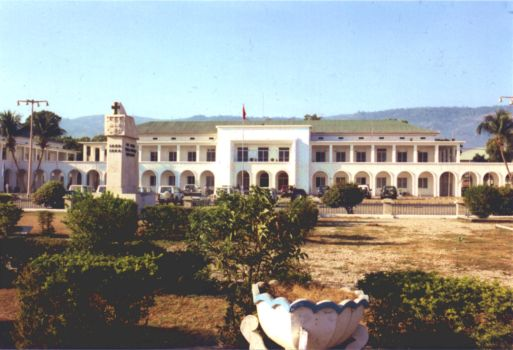
Palácio do governador em Díli

O chefe de Estado de Timor-Leste é o presidente da república, eleito por sufrágio directo e universal dos eleitores timorenses para um mandato de cinco anos, e cujo poder é meramente representativo do Estado em cerimónias solenes, embora possa exercer o direito de veto sobre alguma legislação. Nomeia o primeiro-ministro após as legislativas.
O primeiro-ministro preside ao governo. As eleições legislativas permitem compor o Parlamento Nacional, cujos membros são eleitos para mandatos de cinco anos. O número de lugares varia entre o mínimo de 52 e o máximo de 65, embora actualmente tenha, por circunstâncias excepcionais de ser o primeiro parlamento, 88 deputados.
A Constituição timorense é baseada na de Portugal.
Divisões administrativas: 13 distritos.
Independência: Em 28 de Novembro de 1975 é unilateralmente proclamada a independência de Portugal que foi seguida da invasão da Indonésia. 20 de Maio de 2002 é a data oficial de reconhecimento internacional da independência de Timor-Leste.
Chefe de Estado: Presidente José Ramos-Horta (desde 2022)

Chefe de Governo: Primeiro-ministro Xanana Gusmão (desde 2023) 
Timor-Leste tem um Supremo Tribunal de Justiça, um juiz nomeado pelo Parlamento e os outros pelo Conselho Supremo de Magistratura.
Ministério Coordenador dos Assuntos Económicos e Ministério do Turismo e Ambiente
- Centro Nacional de Formação Profissional e Emprego de Timor-Leste (CNFPE),
- Centro Nacional de Formação Profissional - Becora (CNFP-Becora),
- Instituto Nacional de Desenvolvimento de Mão-de-Obra, I.P. (INDMO)
- Inspeção-Geral do Trabalho (IGT), a
- Autoridade de Inspeção e Fiscalização da Atividade Económica, Sanitária e Alimentar, I.P. (AIFAESA), o
- Instituto para a Qualidade de Timor-Leste, I.P. (ITQL, I.P.),
- Centro de Convenções de Díli (CCD)
- Instituto de Pesquisa, Desenvolvimento, Formação e Promoção do Bambu, I.P. (Instituto do Bambu)
- Serviço de Registo e Verificação Empresarial, I.P. (SERVE)
- Comissão Nacional para a Facilitação do Comércio (CONFAC)
- Instituto de Apoio ao Desenvolvimento Empresarial (IADE)
- Agência de Promoção de Investimento e Exportação de Timor-Leste, I.P. (TradeInvest Timor-Leste, I.P.)
- GESPIN – Gestão de Parques Industriais, S.A.
- Centro Logístico Nacional (CLN)
- Autoridade de Turismo de Timor-Leste, I.P. (ATTL, I.P.)
- Centros de Turismo e de Informação Turística
- Centros de Restauração / Food Courts, as Pousadas,
- Autoridade Nacional de Licenciamento Ambiental, I.P. (ANLA) e
- Autoridade Nacional Designada para o Combate às Alterações Climáticas, I.P. (AND).

Ministério Coordenador dos Assuntos Sociais e Ministério do Desenvolvimento Rural e Habitação Comunitária
- Comissão Nacional do Desporto
- Comissão Reguladora das Artes Marciais, I.P.
- Serviço de Apoio à Sociedade Civil e Auditoria Social, I.P.
- Instituto Nacional de Combate ao HIV/SIDA, I.P. (INCSIDA),
- Instituto para a Defesa dos Direitos da Criança I.P. (INDDICA)
- Unidade de Missão para o Combate ao Stunting.

Ministério da Presidência do Conselho de Ministros
- Imprensa Nacional de Timor-Leste, I.P. (INTL)
- Rádio e Televisão de Timor-Leste, E.P. (RTTL, E.P.)
- TATOLI - Agência Noticiosa de Timor-Leste, I.P.
- Comissão da Função Pública (CFP)
- Arquivo e Museu da Resistência Timorense (AMRT)
- Centro Nacional Chega! I.P.
- Inspeção-Geral do Estado (IGE).

Ministério das Finanças
- Autoridade Tributária (AT)
- Autoridade Aduaneira (AA)
- Instituto Nacional de Estatística de Timor-Leste, I.P. (INETL)
- Millenium Challenge Account – Timor-Leste, I.P. (MCA-TL).

Ministério dos Negócios Estrangeiros e Cooperação
- Agência de Cooperação de Timor-Leste (ACTL)
- Instituto de Estudos Diplomáticos (IED).

Ministério da Justiça
- Centro de Formação Jurídica e Judiciária (CFJJ),
- Comissão de Terras e Propriedades,
- Polícia Científica de Investigação Criminal (PCIC)
- Defensoria Pública
- Comissão de Luta Contra o Tráfico de Pessoas (CLCTP).

Ministério da Administração Estatal
- Centros de Acolhimento Multifunção
- Secretariado Técnico de Administração Eleitoral (STAE)
- Arquivo Nacional de Timor-Leste (ANTL)
- Instituto Nacional da Administração Pública (INAP),
- Fundo Especial de Desenvolvimento de Ataúro (FEDA).

Ministério da Saúde
- Serviço Nacional de Saúde
- Serviço Autónomo de Medicamentos e Equipamentos Médicos (SAMES)
- Instituto Nacional de Saúde Pública, (INSP-TL)
- Serviço Nacional de Ambulância e Emergência Médica, I.P. (SNAEM)  *Laboratório Nacional de Saúde.

Ministério da Educação
- Comissão Nacional da Organização das Nações Unidas para a Educação, Ciência e Cultura de Timor-Leste (UNESCO) - CNU,
- Instituto Nacional de Formação de Docentes e Profissionais da Educação (INFORDEPE),
- Comité Orientador 25.

Ministério do Ensino Superior, Ciência e Cultura
- Universidade Nacional Timor Lorosa’e (UNTL)
- Instituto Politécnico de Betano (IPB)
- Instituto Nacional de Ciências e Tecnologia (INCT)
- Agência Nacional para a Avaliação e Acreditação Académica, I.P. (ANAAA).

Ministério das Obras Públicas
- Instituto de Gestão de Equipamentos e Apoio ao Desenvolvimento de Infraestruturas (IGIADI)
- Eletricidade de Timor-Leste E.P. (EDTL, E.P.)
- Bee Timor-Leste, E.P. (BTL, E.P.),
- Laboratório Nacional para Garantir a Qualidade das Infraestruturas.

Ministério dos Transportes e Comunicações
- Administração dos Portos de Timor-Leste (APORTIL)
- Administração de Aeroportos e Navegação Aérea de Timor-Leste, E.P. (ANATL E.P.)
- Autoridade da Aviação Civil de Timor-Leste (AACTL)
- Autoridade Nacional de Comunicações (ANC)
- Agência de Tecnologias de Informação e Comunicação, I.P. – TIC TIMOR.

Ministério do Petróleo e Recursos Minerais
- Autoridade Nacional do Petróleo e Minerais, I.P. (ANPM)
- Instituto do Petróleo e Geologia, I.P. (IPG)
- TIMOR GAP (Timor Gás & Petróleo), E.P.
- Companhia Mineira de Timor-Leste, S.A. (Murak Rai).

Ministério da Defesa
- Instituto de Defesa Nacional (IDN)
- Autoridade Marítima Nacional

Ministério do Interior
- Autoridade de Proteção Civil

Ministério da Solidariedade Social e Inclusão
- Instituto Nacional de Segurança Social (INSS)
- Fundo de Reserva da Segurança Social (FRSS)
- Centro Nacional de Reabilitação (CNR).

Ministério da Juventude, Desporto, Arte e Cultura
- Museu Nacional de Timor-Leste, I.P.
- Biblioteca Nacional de Timor-Leste (BN)

Ministério do Planeamento e Investimento Estratégico
- Agência de Desenvolvimento Nacional, I.P.(ADN),
- Secretariado dos Grandes Projetos
- Comissão Nacional de Aprovisionamento (CNA)
- Secretariado Técnico do Fundo de Desenvolvimento do Capital Humano

Ministério do Comércio e Indústria
Ministério da Agricultura, Pecuária, Pesca e Florestas

Ministério dos Assuntos dos Combatentes da Libertação Nacional
Banco Central de Timor-Leste

## Ajuda internacional

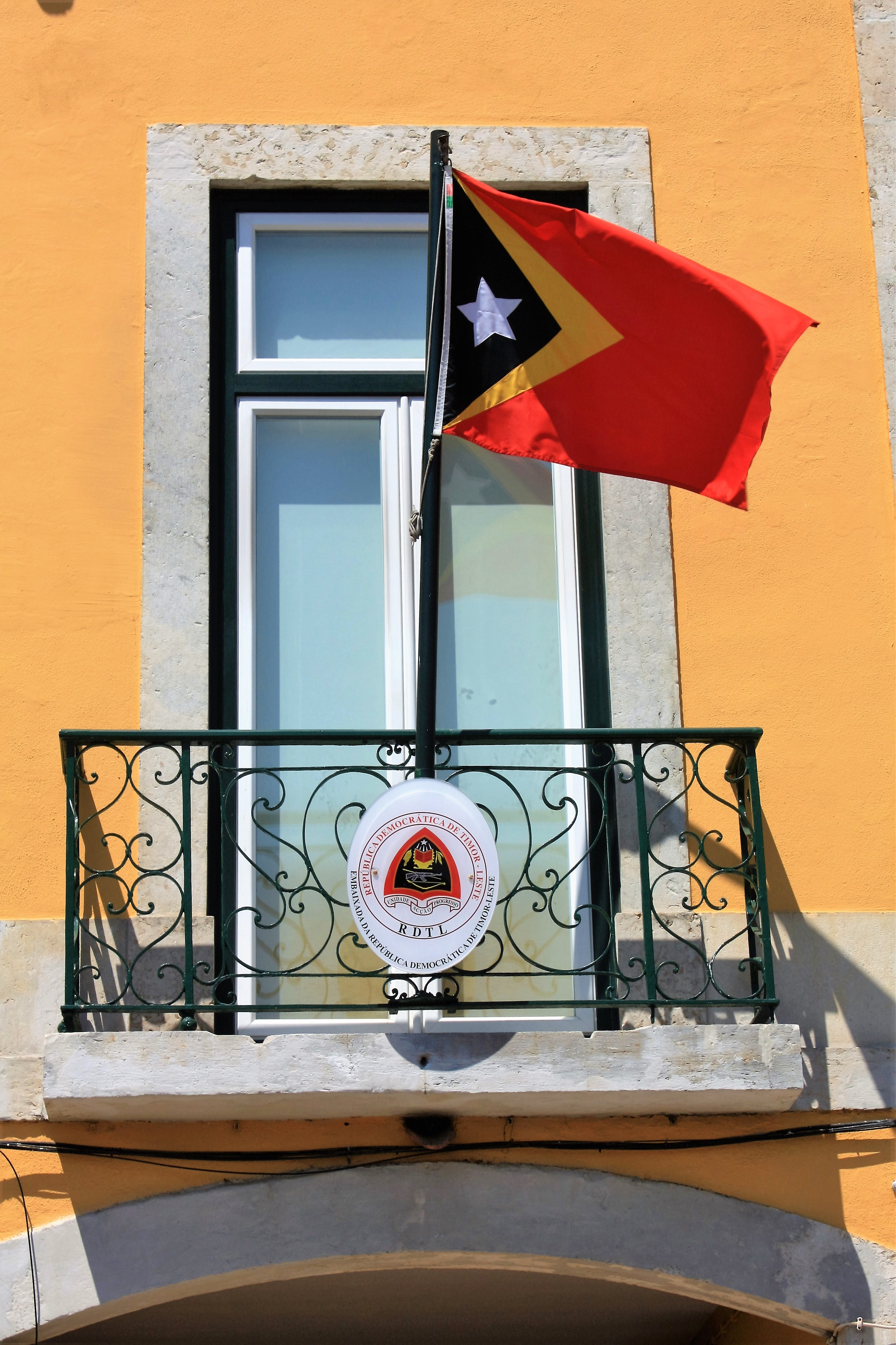
Embaixada de Timor-Leste em Belém, Lisboa

Com um PIB estimado em 212 milhões de dólares (o décimo menor do mundo), Timor Leste conta com a ajuda externa para impulsionar sua reconstrução. Doadores internacionais reunidos no Japão em dezembro de 1999 confirmam o envio de 520 milhões de dólares, e Portugal compromete-se a doar 225 milhões de dólares. A quantia soma-se aos 200 milhões de dólares (de um total de 594) que a ONU destina à Untaet para cobrir custos e promover ajuda humanitária. Outros organismos, como o Banco Mundial e o Programa Mundial para Alimentação (WFP), enviam recursos para a repatriação dos refugiados, a distribuição de alimentos aos desabrigados e a reabilitação das zonas devastadas pela guerra. 
A recuperação da agricultura é um dos primeiros passos do programa da ONU. O setor é a base da economia, que emprega 90% da população no plantio de arroz, milho, mandioca, soja e batata-doce para subsistência. O café é a única commoditie significativa para uma futura balança comercial. A guerra dizimou ainda o incipiente setor industrial, constituído de manufaturas têxteis e torrefações de café, e há uma alta taxa de desemprego. Prioritária também é a construção da infra-estrutura básica, inclusive cidades, escolas, hospitais, tribunais e prisões.